# アトランタ交響楽団

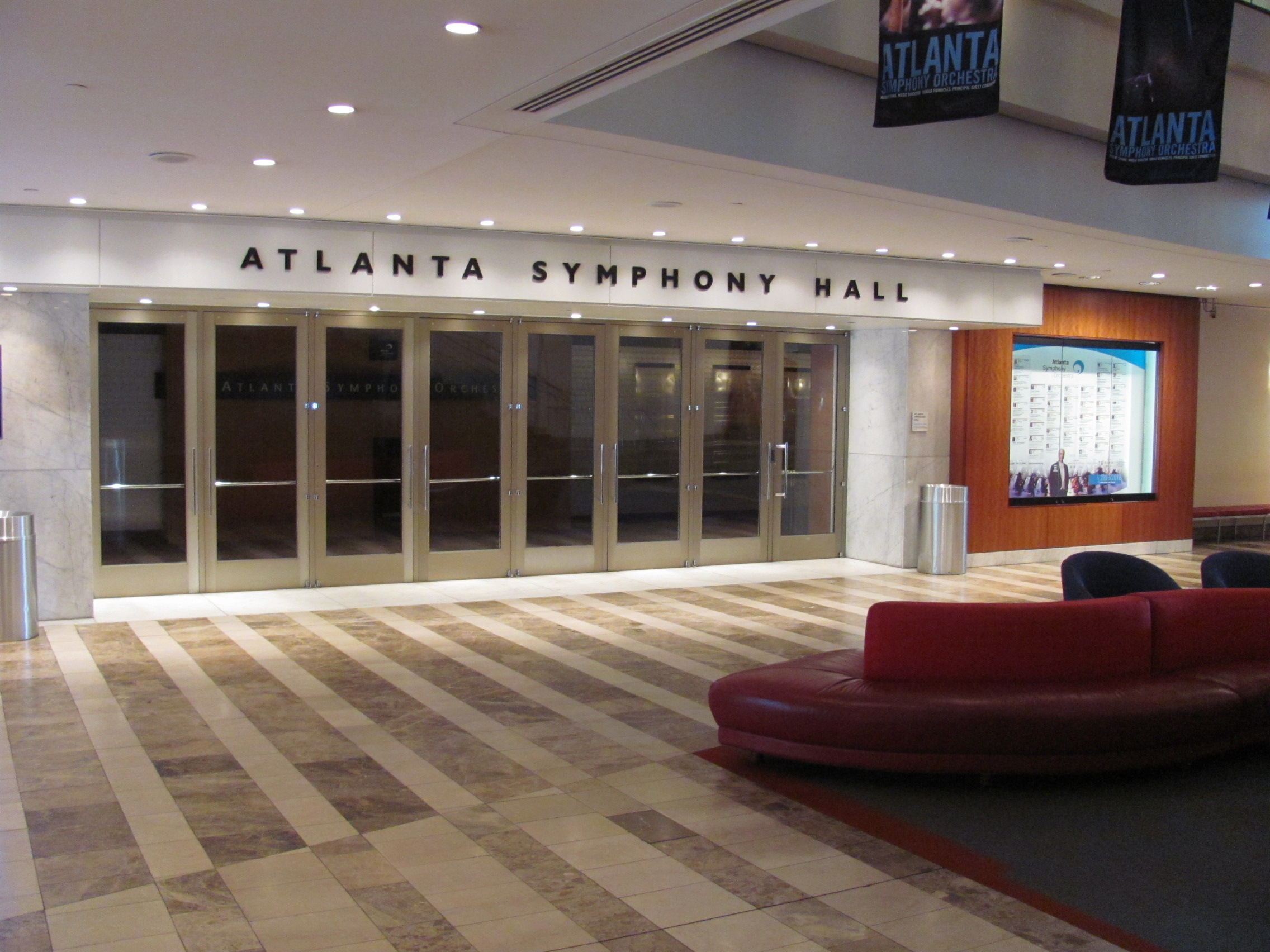
アトランタ・シンフォニー・ホール ロビー

アトランタ交響楽団（Atlanta Symphony Orchestra、略称：ASO）は、アメリカ・ジョージア州アトランタを拠点とするオーケストラ。ウッドラフ・アーツ・センター内のアトランタ・シンフォニー・ホールを本拠地としている。

## 概要
1945年にアトランタ・ユース交響楽団として初公演を行った。
1947年に現在の楽団名となり、初指揮を担当したヘンリー・ソプキンが1966年まで指揮を務めた。
1967年にロバート・ショウが音楽監督に就任すると、1970年に付属のアトランタ交響合唱団を創設し、声楽曲を中心に意欲的なプログラムを実施した。
1988年にヨエル・レヴィが音楽監督・首席指揮者に就任し、1996年のアトランタオリンピックの開会式・閉会式ではレヴィの指揮の下で演奏を担当した。
レヴィは2000年より名誉音楽監督に退き、ロバート・スパーノが後を継いだ。スパーノは2021年で退任し桂冠音楽監督となり、2022年よりナタリー・シュトゥッツマンが音楽監督に就任した。

## レコーディング
テラーク・レーベルに、ショウ指揮で数々の声楽曲、ラニクルズ指揮でオルフ『カルミナ・ブラーナ』などが出ている。

## 音楽監督・首席指揮者等
- ヘンリー・ソプキン （1945年 - 1966年）
- ロバート・ショウ （1967年 - 1988年、名誉音楽監督 1988年 - 1999年）
- ヨエル・レヴィ （1988年 - 2000年、名誉音楽監督 2000年 - 2005年）
- ロバート・スパーノ （2001年 - 2021年）
- ナタリー・シュトゥッツマン （2022年 - ）